# Glossario di anime e manga
Ciò che segue è un elenco di termini specifici per anime e manga.
Nota: parole giapponesi usate comunemente (ad esempio oniisan, senpai e kawaii) non sono incluse in questa lista, a meno che non vi siano descrizioni che spiegano a che cosa si riferiscono.

## Tipologie di personaggio
Ahoge (アホゲ? lett. "capelli sciocchi")
Si riferisce a una ciocca di capelli che spunta dalla cima della testa di un personaggio di un anime o di un manga che si distingue dal resto dei capelli.
Bishōjo (美少女? lett. "ragazza carina")
Usato per giovani e belle ragazze, di solito al di sotto dell'età universitaria.
Bishōnen (美少年? lett. "bel ragazzo")
Concetto estetico giapponese del giovane idealmente bello: androgino, effeminato. In Giappone, si riferisce ai giovani con tali caratteristiche, mentre in Europa e nelle Americhe, è diventato un termine generico per maschi attraenti di tutte le età.
Nekomimi (猫娘?, Nekomusume, lett. "ragazza gatto")
Un personaggio femminile con le orecchie e una coda da gatto, ma con un corpo umano. Questi personaggi hanno abitudini feline, unghie simili ad artigli e occasionalmente mostrano le zanne. Anche le emozioni sono simili a quelle feline. In alcune occasioni questi tratti sono utilizzati anche su personaggi maschili.
Chūnibyō (中二病? lett. "sindrome della seconda media [giapponese]")
Tipicamente usato per descrivere i primi adolescenti che hanno manie di grandezza e sono convinti di avere conoscenze nascoste o poteri segreti.
Dandere (?, ダンデレ)
Un personaggio tendenzialmente tranquillo, asociale, timido e silenzioso. Ha paura di parlare, temendo che ciò che dice lo metta nei guai. Il suo nome è un portmanteau di danmari (黙り?), che significa "silenzio" e deredere (でれでれ?).
Deredere (デレデレ? lett. "molto innamorato")
Un personaggio amorevole, iperattivo, gentile e affettuoso. È naturalmente soave, trascinatore e privo di connotazioni negative, i cui unici peccati (veniali) sono l'ingenuità, l'insistenza o la goffaggine. Mostra il suo carattere a tutti.
Dojikko (ドジっ子? lett. "persona maldestra")
Una ragazza carina che tende a essere maldestra e/o sbadata. Commettono errori causando problemi a loro stesse e ad altri.
Goudere (豪 デ レ?)
Un personaggio che persegue incessantemente la propria visione dei desideri del proprio interesse amoroso, che di solito fraintende in un modo comicamente esagerato.
Kemono (獣, けもの, ケモノ? lett. "animale")
Si riferisce a personaggi con aspetto simile a quello animale, ma in contesti tipicamente umani.
Kemonomimi (獣耳, けものミミ, ケモノミミ? lett. "orecchie da animale")
Personaggi con caratteristiche animali, ad esempio orecchie o code, ma con un corpo umano. Anche le catgirl rientrano in questa categoria.
Kuudere (クーデレ?)
Personaggio calmo e raccolto all'esterno, e non si fa prendere dal panico. Padrone della situazione, in casi estremi appare impassibile, ma potrebbe nascondere le sue vere emozioni. Può avere una parte dolce, che dimostra soltanto agli amici più intimi. Il nome è un portmanteau della pronuncia giapponese di "freddo" (クール), e "deredere" (でれでれ?).
Moe (萌え?)
Generalmente usato per personaggi femminili, sebbene possa riferirsi in alcuni casi a ragazzi effeminati. Qualcosa o qualcuno che viene definito moe è generalmente considerato accattivante, innocente e ingenuo, creando nello spettatore un sentimento paterno di protezione.
Otokonoko (男の娘? lett. "figlia maschio o ragazza maschio")
Un ragazzo o un uomo che adotta un'espressione di genere culturalmente femminile, di solito attraverso il travestimento o crossplay. È conosciuto anche come trappola.
Tsundere (ツンデレ?)
Un personaggio dagli atteggiamenti severi, freddi o ostili verso la persona che gli piace, che mostra occasionalmente i suoi sentimenti amorevoli nascosti per effetto di timidezza, nervosismo, insicurezza o semplicemente incapacità di riuscire a comportarsi in maniera normale di fronte alla persona che gli piace. La parola nasce dall'unione dei termini giapponesi tsuntsun (ツンツン?), che significa "essere severo" o "ostile", e deredere (でれでれ?), che significa "essere sdolcinato".
Yandere (ヤンデレ?)
Un termine per una persona che inizialmente si mostra dolce e affettuosa nei confronti di qualcuno, per poi rivelarsi essere ossessionata da questa persona, a tal punto da diventare violenta. Gli individui yandere sono mentalmente instabili e spesso molto pericolosi. Nella maggior parte dei casi, ma non sempre, sono personaggi femminili. Il termine nasce dall'unione dei termini giapponesi yanderu (病んでる?), che significa "mentalmente/emotivamente malato", e deredere (でれでれ?), che significa "essere sdolcinato".

## Target
Josei (女性? lett. "giovane donna")
Manga indirizzati ad un pubblico femminile maggiorenne.
Kodomo (子供?) o Kodomomuke (子供向け?)
Manga per bambini.
Seinen (青年? lett. "giovane uomo")
Manga indirizzati ad un pubblico maschile maggiorenne.
Shōjo (少女? lett. "ragazza")
Manga per un pubblico femminile, generalmente dall'età scolare fino alla maggiore età.
Shōnen (少年? lett. "ragazzo")
Manga per un pubblico maschile, generalmente dall'età scolare fino alla maggiore età.
Sebbene si tenda a fare confusione, la classificazione secondo i target sopra indicati è utilizzata esclusivamente per quanto riguarda i manga. Questo perché si basa sulle modalità di vendita e distribuzione dei manga in Giappone ovvero sulle riviste periodiche (divise in settimanali, mensili e secondo target Shonen, Seinen, Kodomo e così via). Per gli anime subentrano criteri diversi come ad esempio la fascia oraria di trasmissione della serie.

## Fandom
Aniparo (アニパロ?)
Un termine, crasi tra le parole anime e parody, che indica l'uso parodistico di personaggi di anime.
Comiket (コミケット? lett. "mercato dei fumetti")
Una delle più grandi fiere per i fumetti dōjinshi, si tiene due volte l'anno ad Ariake, Tokyo
Dōjinshi (同人誌?)
Un lavoro, ad esempio una parodia, una fan fiction o un manga, fatto dai fan basato su un anime o manga
Fandub
Indica un film o un video che è stato doppiato dai fan dell'opera e non da professionisti.
Fansub
Indica un film o un video che è stato tradotto e sottotitolato dai fan dell'opera in un'altra lingua.
Fudanshi (腐男子? lett. "ragazzo marcio")
Un fan maschio degli yaoi
Fujoshi (腐女子? lett. "donna marcia")
Una fan femmina degli yaoi
MAD Movie (MAD動画?)
Un video giapponese fan-made, molto simile a un video musicale anime (AMV). MAD può anche riferirsi alla comunità AMV giapponese, trattando qualsiasi cosa, da clip audio, immagini modificate, a creazioni completamente originali. I MAD non sono necessariamente correlati agli anime, anche se questi ultimi sono i più popolari.
Effetto Odagiri
Un fenomeno televisivo in cui un programma attira un numero di spettatori femminili più elevato del previsto perché all'interno del programma vi sono attori o personaggi maschi attraenti.
Otaku
La traduzione letterale della parola indica la casa o la famiglia di un'altra persona お 宅?, otaku. Nello slang giapponese, il termine indica un geek o un nerd, ma con valenza più dispregiativa rispetto all'occidente. Il termine otaku non si riferisce solamente a chi è ossessionato dagli anime/manga, ma da chiunque sia ossessionato da qualcosa.
Waifu
Un personaggio femminile immaginario che un fan considera la sua anima gemella. Husbando è l'equivalente maschile del termine.
Weeaboo
Termine gergale denigratorio indicante un occidentale ossessionato dalla cultura giapponese, di cui ha però una conoscenza approssimativa e superficiale, e convinto che questa sia superiore alle altre.

## Generi
Bakunyū (爆乳? lett. "seno che esplode")
Un genere di media pornografici incentrati sulla rappresentazione di donne con grande seno. Per quanto riguarda la taglia del reggiseno, si dice che nei bakunyū essa sia compresa tra la G75 e la M70.
Bara (薔薇? lett. "rosa")
Genere che riguarda la cultura gay maschile.
Boys' Love
Contenuto omosessuale maschile rivolto alle donne.
Gei comi (ゲイコミ?)
Manga rivolto a un pubblico maschile con temi omosessuali maschili.
Harem (ハーレム?, Hāremu)
Un sottogenere di anime e manga caratterizzato da un protagonista circondato, di solito amorosamente, da tre o più membri del sesso opposto. La forma più comune è quella di harem femminili intorno a un protagonista maschile; la situazione opposta può essere chiamata "harem rovesciato".
Isekai (異世界? lett. "mondo differente")
Un sottogenere di manga e anime in cui i personaggi sono trasportati o reincarnati in un mondo alternativo.
Lolicon (ロリコン?, Rorikon)
Unione dell'espressione "Lolita complex". Un genere di manga e anime in cui i personaggi femminili infantili sono raffigurati in modo erotico.
Mecha (メカ?, Meka, abbr. per "meccanico")
In Giappone, la parola è usata per tutti i tipi di macchine, nei paesi occidentali invece la parola si applica ai robot da combattimento pilotati in anime e manga. Le serie che presentano i mecha sono divise in due sottogeneri: super robot, in cui i mecha hanno poteri irrealistici e quindi l'attenzione si concentra più sui combattimenti e sui robot stessi, e i real robot, dove il mecha ha poteri più realistici e ci si concentra sui piloti del mecha.
Shōjo-ai (少女愛?)
Manga o anime che si concentra sulle relazioni lesbiche.
Shōnen-ai (少年愛?)
Il termine indica un contenuto omosessuale maschile in anime o manga femminili, sebbene questo uso sia obsoleto in Giappone. In Occidente è usato spesso per riferirsi a contenuti privi di sesso esplicito, ad esempio in anime, manga e fan fiction.
Shotacon (ショタコン?, Shotakon)
Un genere di manga e anime incentrato sulle relazioni, sessuali nella maggior parte dei casi, tra personaggi maschili prepuberi o appena puberi.
Toddlercon
Un insieme di lolicon e shotacon, in cui i personaggi, bambini appunto, sono raffigurati in modo erotico.
Yaoi (やおい?)
Anime o manga che tratta le relazioni omosessuali maschili, conosciuto anche con il termine Boys' Love. Di solito è realizzato da donne per un pubblico femminile.
Yuri (百合? lett. "giglio")
Anime o manga incentrato sulle relazioni lesbiche. Al di fuori del Giappone viene anche utilizzato per indicare contenuti sessualmente espliciti.

## Lessico
Anime music video
Videoclip di una serie anime realizzata per un brano musicale suonato in sottofondo.
Buchinuki (打抜き?)
Nei manga, il termine buchinuki si riferisce a una pagina in cui un personaggio è stato disegnato ignorando e sovrapponendo i pannelli per enfatizzare la scena o il personaggio stesso.
Dub
Quando le voci in un anime sono tradotte e doppiate in un'altra lingua.
Eyecatch
Una scena o un'illustrazione usata per incominciare e terminare una pausa pubblicitaria nei programmi televisivi giapponesi.
Eroge (エロゲ?)
Indica un videogioco o un videogioco giapponese con contenuti erotici, in genere sotto forma di illustrazioni in stile anime.
Fanservice
Elementi specificamente inclusi nell'anime o nel manga per divertire il pubblico di appassionati, che possono o non possono essere necessari alla trama.
Galge
Indica un tipo di videogioco giapponese incentrato sulle interazioni con ragazze attraenti in stile anime. Questi giochi sono un sottogenere di simulazioni di appuntamenti rivolti a un pubblico maschile.
Gekiga (劇画?)
Un termine adottato dai fumettisti giapponesi che non vogliono che il loro lavoro sia conosciuto con il termine manga.
Gensakusha (原作者? lett. "autore originale")
Il termine è usato per indicare il creatore originale di una serie o lo scrittore di un manga, al contrario del suo illustratore.
Guro (グロ?)
Un tipo di anime, manga o gioco che include violenza, tortura e talvolta la morte del personaggio. Scopo della violenza stessa è aumentare il piacere del pubblico, lettore o giocatore che fruisce dell'opera.
Hentai (変態?)
Un termine usato al di fuori del Giappone per descrivere manga e anime erotici o pornografici, viene dalla parola "pervertito".
Juné
Un manga con temi omosessuali maschili scritti per donne pubblicati nella rivista Juné.
Kabe-don
In giapponese, kabe è un muro e don è il suono di uno schiaffo contro un muro. Dunque, letteralmente il kabe-don descrive l'atto di colpire duramente un muro. Un significato vede lo schiaffeggiare un muro come un segno di protesta in un condominio quando nella stanza a fianco si fa rumore. Un altro significato si riferisce all'atto da parte di un uomo di bloccare una donna contro un muro con una mano, impedendole di muoversi.
Kyonyū (巨乳? lett. "seni enormi")
Il termine indica il seno di taglia compresa tra la E70 e la G75, oltre la quale sono detti bakunyū.
Lemon
Il termine è usato per riferirsi a materiale con contenuto sessuale esplicito.
Mangaka
Un creatore di manga; il termine può infatti riferirsi sia allo scrittore sia all'illustratore dell'opera.
Mihiraki
Un disegno all'interno di un manga, che copre due pagine.
Name (ネーム?, Nēmu)
Una bozza di un manga, con disegni approssimativi, ma che presenta i dialoghi e la struttura delle pagine del manga stesso.
Omake (お負け?)
Un bonus aggiuntivo su un anime DVD, come un normale "extra" su i DVD occidentali; o una striscia bonus alla fine di un capitolo o di volume di un manga.
Original net anime
Spesso abbreviata in ONA, è una produzione anime destinata a essere distribuita attraverso internet tramite streaming o download diretto.
Otome game (乙女ゲーム? lett. "gioco da nubile")
Un videogioco realizzato per un mercato femminile, nel quale uno degli obiettivi principali, oltre allo svolgimento della trama, è quello di sviluppare una relazione romantica tra il personaggio del giocatore (una femmina) e uno dei numerosi personaggi maschili.
Original anime video
Spesso abbreviato in OAV, è un tipo di anime destinato a essere distribuito per il mercato home video e non nei film o in televisione. È anche meno frequentemente indicato come original video animation (OVA).
Raw
Episodio anime o scan manga in lingua originale e senza editing o sottotitoli.
Scanlation
Indica il processo di scansione, traduzione e modifica di fumetti da una lingua all'altra.
Seiyū (声優?)
Un doppiatore giapponese. Oltre a dar voce ai personaggi in anime, i seiyū doppiano per videogiochi, programmi radiofonici, CD, ecc.
Shudō (衆道? abbr. di wakashūdo, lett. "la via dei giovani")
Tradizione di omosessualità in Giappone strutturata per età, prevalente nella società dei samurai a partire dal periodo medievale e durato fino alla fine del XIX secolo.
Yonkoma (4コマ漫画? lett. "di quattro vignette")
Si riferisce ai manga disegnati con una struttura a quattro pannelli.
Zettai ryōiki (絶対領域? lett. "territorio assoluto")
Si riferisce alla zona della coscia esposta quando una ragazza indossa una gonna corta e calzini alti fino alla coscia. Il rapporto ideale gonna:coscia:calzino-sopra-al-ginocchio è 4:1:2.5. Gli zettai ryōiki sono spesso classificati con delle lettere, dove la classe A è l'ideale.